# Spatha (Botanik)

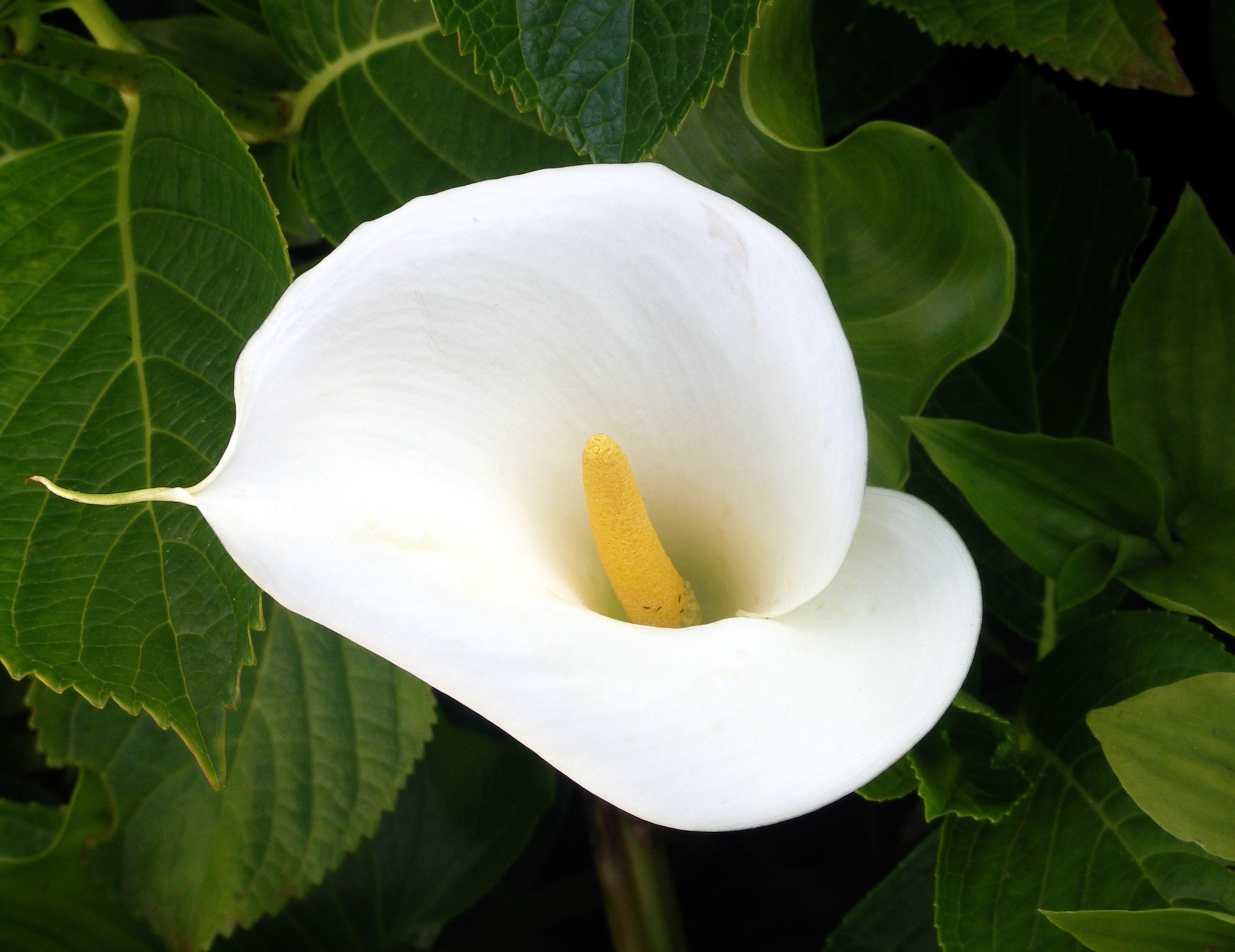
Weiße Spatha des Aronstabgewächses Zantedeschia aethiopica

Die  Spatha oder  Blütenscheide bezeichnet in der Botanik eine besondere Form von Hochblättern. Sie ist als scheidenartige Blatthülle um einen Blütenstand ausgebildet und oft auffällig gefärbt. Meist ist die Spatha einblättrig, seltener besteht sie aus zwei oder mehr Blättern. Charakteristisch ist sie beispielsweise für Aronstabgewächse, Kalmusartige oder Palmengewächse.